# Pseudomantis
Genre
Pseudomantis  est un genre de mantes de la famille des Mantidae.

## Liste des espèces
- Pseudomantis albofimbriata
- Pseudomantis albomarginata
- Pseudomantis apicalis
- Pseudomantis dimorpha
- Pseudomantis hartmeyeri
- Pseudomantis maculata
- Pseudomantis victorina

## Référence
- Classification de Hallan